# Monisha Kaltenborn
Monisha Kaltenborn, geb. Narang (* 10. Mai 1971 in Dehradun, Uttarakhand, Indien) ist eine österreichische Juristin, Motorsport-Funktionärin und ehemalige  Rennstallbesitzerin. Von 2010 bis 2017 war sie Chief Executive Officer der Sauber Motorsport AG und hielt in dieser Zeit ein Drittel der Anteile an dem Unternehmen.

## Leben
Kaltenborn wurde in Indien als Monisha Narang geboren. Im Alter von acht Jahren wanderte sie mit ihren Eltern nach Österreich aus, wo bereits ihr Onkel arbeitete. Nach Abschluss der Schule absolvierte sie von 1990 bis 1995 ein Jusstudium an der Universität Wien und erwarb 1996 den Master of Laws in International Business Law an der London School of Economics and Political Science. Sie arbeitete zunächst in der Kanzlei Gleiss Lutz in Stuttgart, danach kurzzeitig bei Wolf Theiss und Partner in Wien. 1998 wechselte sie zur Fritz Kaiser Gruppe nach Liechtenstein, die am Formel-1-Rennstall Sauber beteiligt war. Kaltenborn war als Juristin für dieses Engagement verantwortlich. Als sich die Fritz Kaiser Gruppe aus dem Rennstall zurückzog, wechselte Kaltenborn 2000 in die Rechtsabteilung von Sauber und wurde 2001 in die Geschäftsführung des Rennstalls aufgenommen.
Als Sauber 2006 an den Automobilhersteller BMW verkauft wurde, behielt Kaltenborn ihre Position in dem Rennstall, der nun BMW Sauber hieß. Beim Zustandekommen des sechsten Concorde Agreements spielte sie eine wichtige Rolle. Nachdem BMW sich Ende 2009 aus dem Rennstall zurückgezogen und an Gründer Peter Sauber verkauft hatte, wurde sie Anfang 2010 Chief Executive Officer der Sauber Motorsport AG. Im Mai 2012 gab Peter Sauber bekannt, dass er Kaltenborn ein Drittel der Teamanteile übertragen habe. Am 11. Oktober übernahm Kaltenborn zudem die Position der Teamchefin des Formel-1-Rennstalls von Peter Sauber und ist die erste Teamchefin in der Formel 1. Am 21. Juni 2017 wurde Kaltenborn von ihren Aufgaben bei Sauber entbunden.
Am 16. Februar 2018 wurde bekannt gegeben, dass Kaltenborn das Rennteam KDC Racing gegründet habe, das in der deutschen sowie in der italienischen Formel-4-Meisterschaft starten soll.
Im November 2019 wurde Kaltenborn Teil des Präsidiums des Fußballklubs SK Rapid Wien.

## Persönliches
Monisha Kaltenborn ist mit dem deutschen Rechtsanwalt Jens Kaltenborn verheiratet, den sie während ihrer Zeit in Stuttgart kennenlernte. Die beiden haben zwei Kinder und wohnen in Küsnacht ZH.